# Balsa község
Balsa község (románul: Comuna Balșa) község Hunyad megyében, Romániában. Központja Balsa, beosztott falvai Bunesd, Erdőfalva, Galbina, Kisalmás, Máda, Oprișești, Pojána, Porkura, Roșia, Stăuini, Tekerő, Voja, Váleajepi.

## Népessége
A 2011-es népszámlálás adatai alapján a község népessége 871 fő volt.